# Rafael Vidiella
Rafael Vidiella Franch (Tortosa, Tarragona, 1890 - Barcelona, 23 de septiembre de 1982) fue un político comunista español.

## Biografía

### Primeros años
Rafael Vidiella nació en Tortosa en 1890. Tipógrafo de profesión, en su juventud se unió a la anarcosindicalista Confederación Nacional del Trabajo (CNT). Durante la Dictadura de Primo de Rivera, entre 1923 y 1930 fue editor del periódico anarquista Solidaridad Obrera en Valencia. En 1925 Vidiella acudió en representación de la CNT a unas discusiones que hubo entre movimientos obreros y de izquierda. Consecuencia de las mismas, abandonó la CNT y pasó a integrarse en la Unión General de Trabajadores (UGT). A partir de 1931 Vidiella se convirtió en líder de la Federación Catalana del PSOE. Esto coincidió con la instauración de la Segunda República. 
Desde marzo de 1935 varios pequeños partidos izquieridstas y obreros de Cataluña mantuvieron negociaciones con vistas a una unificación. El Bloque Obrero y Campesino y la Izquierda Comunista de España se unieron en octubre de ese año para formar el Partido Obrero de Unificación Marxista (POUM). Por su parte, la Unió Socialista de Catalunya era más cercana a la Esquerra Catalana de Lluís Companys, y rechazó unirse.
Las negociaciones entre otros partidos para formar un partido unificado se encontraban empantanadas cuando se produjo el estallido de la Guerra Civil. El Partido Comunista de Cataluña (PCC) quería que el nuevo partido resultante de la unificación se uniera a la Internacional Comunista (Komintern), mientras que Vidiella, como líder de la Federación catalana del PSOE, quería que el nuevo partido se uniera a la Internacional Obrera y Socialista. Joan Comorera, de la Unió Socialista, no deseaba que el partido estuviera afiliado a alguna federación internacional. Sin embargo, Comorera y Vidiella acabaron llegando a un acuerdo sobre la base de que el nuevo partido se podría adherir a la Komintern, tras lo cual se fundó el nuevo Partido Socialista Unificado de Cataluña (PSUC). En mayo de 1936, Vidiella dimitió de su puesto en el comité nacional del PSOE. Unos meses después, Comorera y Vidiella se convirtieron en miembros del comité central del Partido Comunista de España (PCE).

### Guerra civil
En el momento de su fundación, el nuevo Partido Socialista Unificado de Cataluña tenía entre 2.000 y 5.000 miembros pero, según algunos autores, para marzo de 1937 ya habría aumentado su militancia hasta los 50.000 militantes. A lo largo de la guerra se convertiría en uno de los principales partidos políticos en Cataluña.
El 21 de julio de 1936 la Generalidad aprobó un decreto que legalizaba al Comité Central de Milicias Antifascistas. Vidiella quedó a cargo de la Comisión de Investigación. Por su parte, el gobierno de la Generalidad liderado por Lluís Companys se reestructuró el 31 de julio y el PSUC recibió tres consejerías. Joan Comorera recibió la consejería de economía, Rafael Vidiella la consejería de comunicaciones y Estanislau Ruiz Ponsetti la consejería de suministros.
El govern de la Generalidad quería evitar los juicios a aquellas personas que estuvieran acusadas de asesinato durante el período revolucionario que siguió a la derrota de la sublevación militar de julio de 1936 en Cataluña. Vidiella preparó un comunicado de prensa en el que se decía que el Consejo de la Generalidad había aceptado unánimemente su propuesta por la que se ordenaba a las cortes judiciales no tratar los "eventos revolucionarios" como crímenes. Companys comentó que esto no debería ser hecho público, pero Vidiella siguió adelante y el informe apareció en los periódicos. No hubo negación pública de aquel hecho.
La dominante CNT-FAI se mostró contraria a la inclusión del PSUC en la Generalidad, por lo que el 6 de agosto se formó un nuevo gobierno del que fue excluido el PSUC.
El 17 de diciembre de 1936 se formó un nuevo gobierno "sindical" de la Generalidad. Tres miembros del PSUC —en representación de la UGT— entraron en el gobierno: Vidiella (Justicia), Comorera (Suministros) y Miquel Valdés (Trabajo y Obras Públicas). El 16 de abril de 1937 hubo un reajuste en el gabinete y Vidiella se convirtió en consejero de Trabajo y Obras Públicas.
Unos días después, el 25 de abril, fue asesinado un miembro del PSUC y secretario de la Federación de Trabajadores Municipales de la UGT, Roldán Cortada. Vidiella descargó la responsabilidad del asesinato en los anarquistas, lo que produjo una elevada tensión. En aquellos días hubo otros muchos incidentes entre anarquistas y comunistas, socialistas y republicanos que acabarían provocando el estallido de disturbios en Barcelona, las conocidas como Jornadas de Mayo. En el contexto de los disturbios de Barcelona, el 5 de mayo el gobierno de la Generalidad colapsó. Antonio Sesé, otro de los líderes del PSUC, fue asesinado poco después de haber sido nombrado consejero de la Generalidad. En su lugar, Vidiella fue nombrado Consejero de Orden Público, Justicia y Trabajo. El 28 de junio Companys formó un nuevo gobierno en el que Vidiella fue nombrado consejero de Trabajo y Obras públicas. Mantuvo este puesto durante el resto de la contienda.

### Exilio y carrera posterior
Después de la Guerra Civil estuvo exiliado en distintos países hasta que se estableció en Budapest (Hungría). Durante la pugna entre Joan Comorera y la dirección del Partido Comunista de España (PCE), Vidiella se alineó con estos. Durante muchos años fue uno de los principales dirigentes del PCE. Colaboró en Nous Horitzons, revista fundada en 1960. En 1976 regresó a España y se estableció en Barcelona, donde falleció el 23 de septiembre de 1982.
Francmasón, fue admitido en el seno de la logia Justicia núm. 9, de Barcelona, en la que se inició el 11 de mayo de 1931. Diputado de la logia en la Gran Asamblea de 1932 y presidente de la Gran Asamblea de la Gran Logia de Cataluña en 1933. En 1934 perteneció a la logia  Karl Marx núm. 92, de Barcelona, de la que fue segundo diputado y experto. También consta en su expediente que en 1932 dio una conferencia en la logia Justicia sobre el anarquismo.